# Hírek Média
A Hírek Média és Internet Technológiai Kft. (röviden: Hírek Média) egy 1998-ban alakult online médiavállalkozás, mely magyar magánszemélyek, valamint az osztrák COM Partners tulajdonában áll. A cég nevéhez fűződik többek közt az első hazai árösszehasonlító oldal, a Depo.hu, valamint a Maxima nevű online direktmarketing-rendszer elindítása.

## A kezdetek
A Hírek Média 1998 januárjában – akkor még Hírek Számítástechnika Kft. néven – alakult. Az online médiavállalkozás ekkor indította el a Terminal.hu informatikai portált, majd ezt követően röviddel a Depo.hu online árösszehasonlító szolgáltatást. Utóbbi az első olyan internetes oldal volt, ahol több kereskedő azonos portékáját összehasonlítva a látogató a legkedvezőbb áron tudta az interneten keresztül beszerezni a kívánt számítástechnikai eszközt.
A médiavállalkozás 2000-ben indította el a Hírek.hu hírszemléző oldalt, majd egy évvel később, 2001-ben a jelenleg 31 különböző témakörben elérhető Egyperces.hu e-mail magazincsaládot, melynek kb. 300 ezer olvasója van. Szintén 2001-ben mutatkozott be a Jobinfo.hu álláskereső és álláshirdető oldal.

### A legnagyobb növekedést produkáló vállalat
2001 májusában a Hírek Média tulajdonosi köre – a német BMP AG tőzsdei céggel és az osztrák COM Partners-szel – bővült. A tőkebefektetésből származó forrásokat új online szolgáltatások bevezetésére használta fel a cég, így még 2001-ben elindult a Maxima, Magyarország első online direktmarketing-szolgáltatása.
2001 végén a Hírek Média megnyerte a Technology Fast 50 versenyt. A Deloitte Közép-Európa legnagyobb növekedést elért technológiai cégeinek körében évente elvégzett felmérésének eredménye szerint a vállalat 1853%-os összesített növekedést ért el.
2005-ben tovább bővült a szolgáltatások köre – létrejött az online kutatással foglalkozó KutatóCentrum, valamint Magyarország első PPC alapú szöveges hirdetési hálózata, a CTnetwork.  A cég menedzsmentje még ebben az évben kivásárolta a német befektetőt. A cég tulajdonosa a cégvezetés és az osztrák COM Partners maradt. 
2006-ban a Hírek Média elindította a Kurzor.hu keresőt, mely egy svéd technológia magyarországi alkalmazásának köszönhetően 5,5 millió hazai, és közel 1,2 milliárd külföldről származó kép között biztosít keresést.
2007-ben újraindult a Hírek.hu hírszemléző oldal, melynek bevezető kampányáért a cég megnyerte a Direkt Marketing Szövetség által odaítélt Golden Dove díjat. Ezzel párhuzamosan elindult a Monddmeg.hu, mely hamar kedvelt szolgáltatás lett a véleményformáló internetezők körében.
2010-ben a Hírek Média létrehozta a Media Tools nevű kreatív műhelyt, melynek szolgáltatásai az arculat- és kampánytervezéstől a koncepcióalkotáson át a különböző (webes, interaktív, film, print) kreatívok és megoldások fejlesztéséig és kivitelezéséig terjed.

## Szolgáltatások
A Hírek Média által jelenleg üzemeltetett online szolgáltatások
- CTnetwork – 2004 óta működő átkattintás alapú szöveges hirdetési hálózat
- Depo.hu – Magyarország első árösszehasonlító oldala
- Egyperces.hu – 31 különböző témakörben megjelenő e-mail magazincsalád
- Hírek.hu – Hírböngésző, illetve hírszemléző oldal
- Jobinfo.hu – Állásszemléző oldal
- Képzésinfo.hu – A tanfolyamot, szakképzést vagy tréninget kínáló intézményeket és a tanulási lehetőséget keresők piactere
- KutatóCentrum – online piackutató és adatfelvételi szolgáltató
- Matton Images – A Matton Images royalty free képadatbázis magyarországi képviselete
- Maxima – Magyarország első online direktmarketing-rendszere
- Media Tools – kreatív műhely
- Monddmeg.hu – Véleménymondó közösségi oldal, mely kutatási panelként is funkcionál

## Elismerések
- 2001. Technology Fast 50 első helyezett
- 2006. PPOS (Privacy Policy Online Services) adatvédelmi tanúsítvány
- 2007. Golden Dove díj

## Tagságok
- ESOMAR
- Direkt Marketing Szövetség
- Piackutatók Magyarországi Szövetsége

## Társadalmi felelősségvállalás
A Hírek Média a rendelkezésére álló online felületek és eszközök segítségével rendszeresen támogat különböző kezdeményezéseket – így például egy Egyperces.hu kampánnyal vett részt a Fiatalok az emberi Jogokért csoport kommunikációjában. A vállalat 2009-től tudatosan alakítja CSR tevékenységét, melyhez első lépésben egy olyan szervezetet keresett, amelynek céljaival azonosulni tud, így talált rá a Piros Orr Bohócdoktorok Alapítványra. A kezdeményezés azzal a céllal jött létre, hogy a beteg gyermekek gyógyulását nevetéssel és jókedvvel segítse elő.

## Külső hivatkozások
- A Hírek Média hivatalos weboldala Archiválva 2011. május 16-i dátummal a Wayback Machine-ben